# Aéroport de Gamboma
L'aéroport de Gamboma est un aéroport national et militaire de 460 m d'altitude situé dans la Ville de Gamboma au centre de la République du Congo notamment dans la région des Plateaux.